# Artibeus jamaicensis
O morcego-da-fruta-jamaicano (Artibeus jamaicensis) é uma espécie de morcego frugívoro nativa dos Neotrópicos.

## Descrição

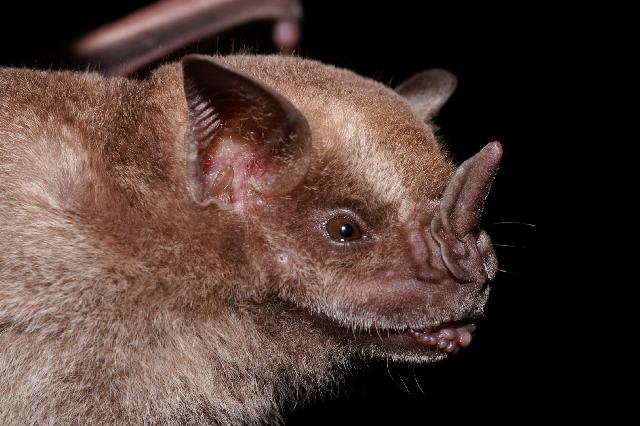
Closeup da cabeça do morcego-da-fruta-jamaicano

O morcego-da-fruta-jamaicano tem orelhas largas, mas pontudas e estriadas, com um tragus serrilhado. Sua proeminente folha nasal tem uma série de glândulas sebáceas. O lábio inferior é coberto de verrugas com uma relativamente grande no centro. Glândulas sebáceas holócrinas podem ser encontradas em ambos os lábios. Nas costas, o pelo é um tom acinzentado ou marrom com bases de pelos brancos visíveis e padrões de pelos variáveis no rosto. As asas são largas e de cor cinza escuro. O subpelo é de cor mais clara. O morcego-da-fruta não tem cauda externa. Ele tem asas largas cinza escuro e uma membrana interfemoral estreita e sem pelos com um calcar curto. As características distintivas do morcego-da-fruta-jamaicano incluem a ausência de uma cauda externa e uma membrana interfemoral mínima em forma de U.

## Distribuição e habitat
A distribuição norte do Morcego-da-fruta-jamaicano se estende até o centro do México e continua para o sul por toda a América Central e para o norte da América do Sul. Na América do Sul, ele vive a oeste dos Andes, no norte da Venezuela, noroeste da Colômbia e oeste do Equador. Populações residentes foram relatadas nas Florida Keys inferiores. A distribuição dele no Caribe é contínua e abrange as Bahamas, Grandes e Pequenas Antilhas, bem como as Antilhas Holandesas e Trinidad e Tobago. A distribuição dele já foi considerada como se estendendo para o sul até a Amazônia brasileira, Paraguai e norte da Argentina, mas os mastozoólogos reconheceram recentemente essas populações como espécies separadas, Artibeus obscurus e Artibeus planirostris.
é encontrado principalmente em florestas tropicais maduras de terras baixas, mas vive em uma variedade de habitats, incluindo florestas secas sazonais, florestas decíduas e plantações humanas. Esta espécie usa uma variedade de poleiros diferentes, incluindo árvores ocas, folhagens densas, cavernas e, às vezes, até mesmo edifícios. Junto com várias outras espécies da família Phyllostomidae , ele modifica folhas grandes para fazer "tendas" como poleiros. Eles foram encontrados em uma ampla gama de elevações, do nível do mar a 2.300 m.

## Dieta
O morcego frugívoro jamaicano come figos e muitas outras frutas da floresta tropical, incluindo a camada polpuda que envolve as nozes, como amêndoas selvagens. Depois de levar as frutas para comê-las, o morcego as deixa cair, dispersando sementes para futuras árvores. Além de frutas, essa espécie também come pólen, néctar e alguns insetos.

## Mortalidade
Pouco se sabe sobre a expectativa de vida dos morcegos-da-fruta-jamaicanos. Um indivíduo na natureza foi recapturado 7 anos após ter sido marcado. Algumas fontes relatam uma expectativa de vida de até 9 anos na natureza. Indivíduos em cativeiro podem viver mais de 10 anos.
Predadores conhecidos
- Suindara (Tyto alba)
- Jibóia (Boa constritora)
- Gambá-comum (Didelphis marsupialis)
- Quati-de-nariz-branco (Nasua narica)
- Cuíca-verdadeira (Philander opossum)
- Murucututu (Pulsatrix perspicillata)
- Corujinha-do-mato (Strix virgata)
- Corujinha-da-guatemala (Otus guatemalae)
- Cauré (Falco rufigularis)
- Morecgo-espectral (Vampyrum spectrum)

## Comportamento

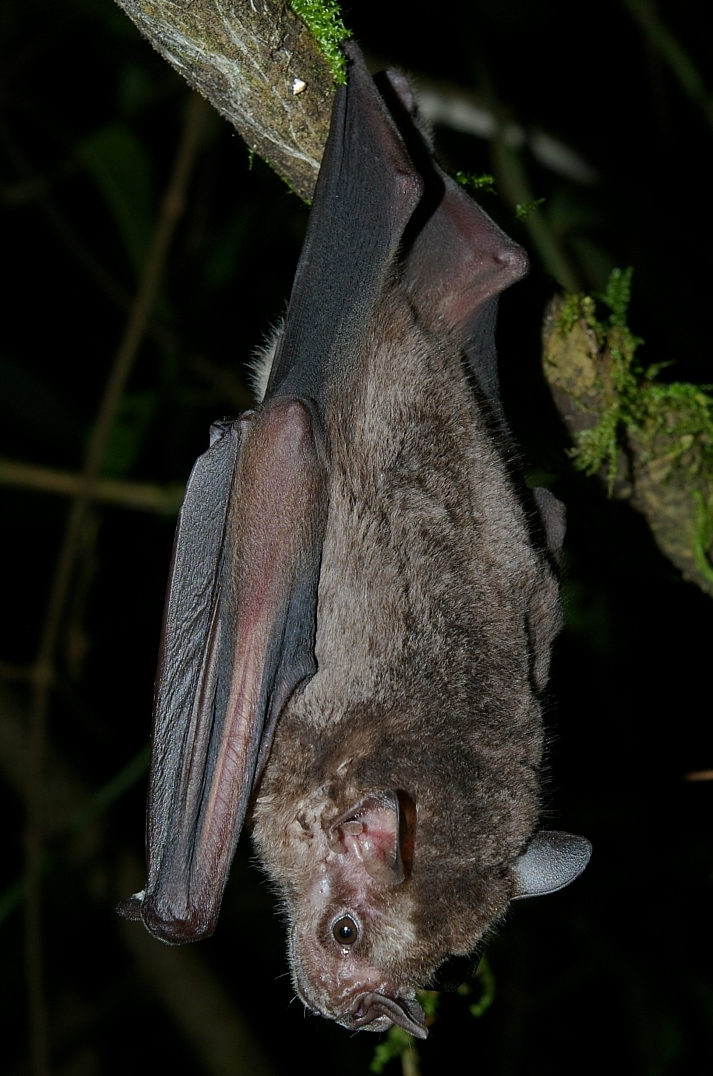
Um morcego-da-fruta-jamaicano pendurado em uma árvore

A construção de tendas usando as palmeiras pinadas de Scheelea rostrata é uma prática comum da espécie. Outras espécies de plantas, incluindo Geonoma congesta, Bactris wendlandian e Asterogyne martiana, também são usadas para construir tendas. A espécie mostra preferência por plantas com folhas mais largas, que podem servir como melhor proteção contra o clima. As tendas também podem fornecer proteção adicional contra predadores. Para construir tendas, os morcegos mastigam ao longo da nervura central das folhas, removendo pequenos pedaços de tecido ao longo do caminho. As garras também são usadas para perfurar folhas. Essas perfurações fazem com que as folhas se dobrem perpendicularmente à nervura central, resultando em uma tenda lanceolada. Ele é noturno e forrageia durante a noite.